# Бабаев, Сергей Владимирович
Серге́й Влади́мирович Баба́ев (род. 22 сентября 1978, Горький) — российский легкоатлет, специалист по бегу на короткие дистанции. Выступал на профессиональном уровне в 1997—2004 годах, обладатель серебряной медали Всемирной Универсиады в Тэгу, двукратный чемпион России в эстафете 4 × 400 метров, победитель и призёр стартов всероссийского значения. Представлял Нижегородскую область и Москву.

## Биография
Сергей Бабаев родился 22 сентября 1978 года в Горьком. Впоследствии проживал в Московской области, окончил Московскую государственную академию физической культуры и Московский государственный технический университет «МАМИ».
Впервые заявил о себе на крупных всероссийских турнирах в сезоне 1997 года, когда на чемпионате России в Туле с нижегородской командой выиграл бронзовую медаль в зачёте эстафеты 4 × 400 метров.
В 1998 году бежал 200 метров на зимнем и летнем чемпионатах России в Москве.
В 1999 году в беге на 400 метров одержал победу на Мемориале Владимира Куца в Москве, взял бронзу на молодёжном всероссийском первенстве в Чебоксарах, выступил на чемпионате России в Туле.
В 2000 году на зимнем чемпионате России в Волгограде стартовал в дисциплине 400 метров, победил в эстафете 4 × 200 метров. На летнем чемпионате России в Туле установил личный рекорд в дисциплине 200 метров на открытом стадионе — 22,61, завоевал золото в эстафете 4 × 400 метров.
На чемпионате России 2001 года в Туле с московской командой стал бронзовым призёром в эстафете 4 × 400 метров.
В 2002 году на чемпионате Москвы установил личный рекорд в беге на 200 метров в помещении — 22,82, стартовал в 400-метровом беге на зимнем чемпионате России в Волгограде. На летнем чемпионате России в Чебоксарах дошёл до полуфинала на дистанции 400 метров, выиграл эстафету 4 × 400 метров.
В 2003 году отметился победой в беге на 500 метров на Рождественском кубке в Москве, бежал 400 метров на зимнем чемпионате России в Москве. Летом в беге на 400 метров получил серебро на Мемориале братьев Знаменских в Туле, занял восьмое место на чемпионате России в Туле, установив при этом личный рекорд на открытом стадионе —46,47, а также взял бронзу в эстафете 4 × 400 метров. Будучи студентом, представлял страну на Всемирной Универсиаде в Тэгу — в дисциплине 400 метров дошёл до стадии полуфиналов, тогда как в эстафете 4 × 400 метров вместе с соотечественниками Дмитрием Петровым, Андреем Семёновым и Игорем Васильевым завоевал серебряную награду, уступив в финале только сборной Украины.
В 2004 году вновь выиграл Рождественский кубок в Москве, на Кубке губернатора в Волгограде установил личный рекорд в беге на 400 метров в помещении — 48,03, кроме того, выиграл бронзовую медаль на Кубке губернатора в Самаре, стартовал на зимнем чемпионате России в Москве. По окончании сезона завершил спортивную карьеру.
После завершения спортивной карьеры некоторое время занимался бизнесом, с 2007 года работал инструктором-методистом в Центре спортивной подготовки по лёгкой атлетике в Москве. С 2012 года — заместитель директора по спортивной подготовке. Также с 2012 года — член президиума Федерации лёгкой атлетики Москвы.